# جيمس ر. وارد
جيمس ر. وارد (بالإنجليزية: James R. Ward)‏ هو عسكري أمريكي، ولد في 10 سبتمبر 1921 في سبرينغفيلد في الولايات المتحدة، وتوفي في 7 ديسمبر 1941 في الهجوم على بيرل هاربر.